# Antonio Piolanti
Antonio Piolanti (* 7. August 1911 in Predappio, Emilia-Romagna, Italien; † 28. September 2001 in Rom) war ein römisch-katholischer Geistlicher und Theologe, Dogmatiker und Thomist. Er war von 1957 bis 1969 Rektor der Päpstlichen Lateranuniversität.

## Biografie
Piolanti empfing 1934 die Priesterweihe. Von 1938 bis 1955 war er Professor für Theologie am Ateneo di Propaganda Fide (Päpstlichen Universität Urbaniana); zudem lehrte er ab 1945 an der Lateranuniversität. Von 1955 bis 1962 war er Dekan der theologischen Fakultät an der Urbania und 1957 an der Lateranuniversität. Von 1957 bis 1969 war Antonio Piolanti Rektor der Päpstlichen Lateranuniversität. Er war Berater der römischen Kurie sowie mehrerer Kongregationen. Er war von 1969 bis 2001 Vizepräsident der Pontificia Accademia Romana di San Tommaso.

## Kritik
Als Konzilstheologe wurde Piolanti von Yves Congar und Kardinal Willebrands gleichermaßen kritisch beschrieben. So zitiert ihn Congar mit den Worten seiner Rede aus der Eröffnungssitzung: „[…] wie die Kirche St. Johannes im Lateran die Mutter aller Kirchen ist, so sollte auch die Lateranuniversität die Erste unter den Universitäten sein.“ Über ihn selbst, so Congar, habe Piolanti gesagt: „[…] der Weiseste unter den Theologen, aber auf jeder Seite gibt es mindestens drei Häresien …“. Der niederländische Kardinal Johannes Willebrands bemerkt über Piolanti: „Piolanti will alles unter Kontrolle behalten […]“